# Minerální pramen Teplica
Minerální pramen Teplica je volně přístupný pramen pitné minerální vody, který se nachází na Slovensku - v obci Liptovský Ján, v okrese Liptovský Mikuláš, v Žilinském kraji, s nadmořskou výškou přibližně 745 m n. m.

## Popis
Pramen je hydrouhličitanovo-síranovo, silně uhličitý, vápenato-horečnato, hypotonický. Má prokázané léčivé účinky zejména při revmatických chorobách, kožních onemocnění, onemocnění pohybového aparátu, onemocnění ženských pohlavních chorob, žaludečních, střevních a žlučníkových onemocnění, poruchy látkové výměny, vysokého krevního tlaku, fosfaturie, alergických onemocnění a stavů po tromboflebitidách a obrnách. Je to termální pramen jeho teplota je 20 °C a vydatnost 10,6 litrů/min. Voda je čirá má chuť sirné kyselky, v zimě nezamrzá. Pramen je částečně pod úrovní okolního terénu, přístup k němu je po schodech nad ním je dřevěná stříška. Pramen vytéká z betonové zídky přes původem přes dřevěnou plastiku kterou vyřezal řezbář Jožko Lukáč. V blízkosti asi 100 metrů od pramene je parkoviště.

## Fotogalerie

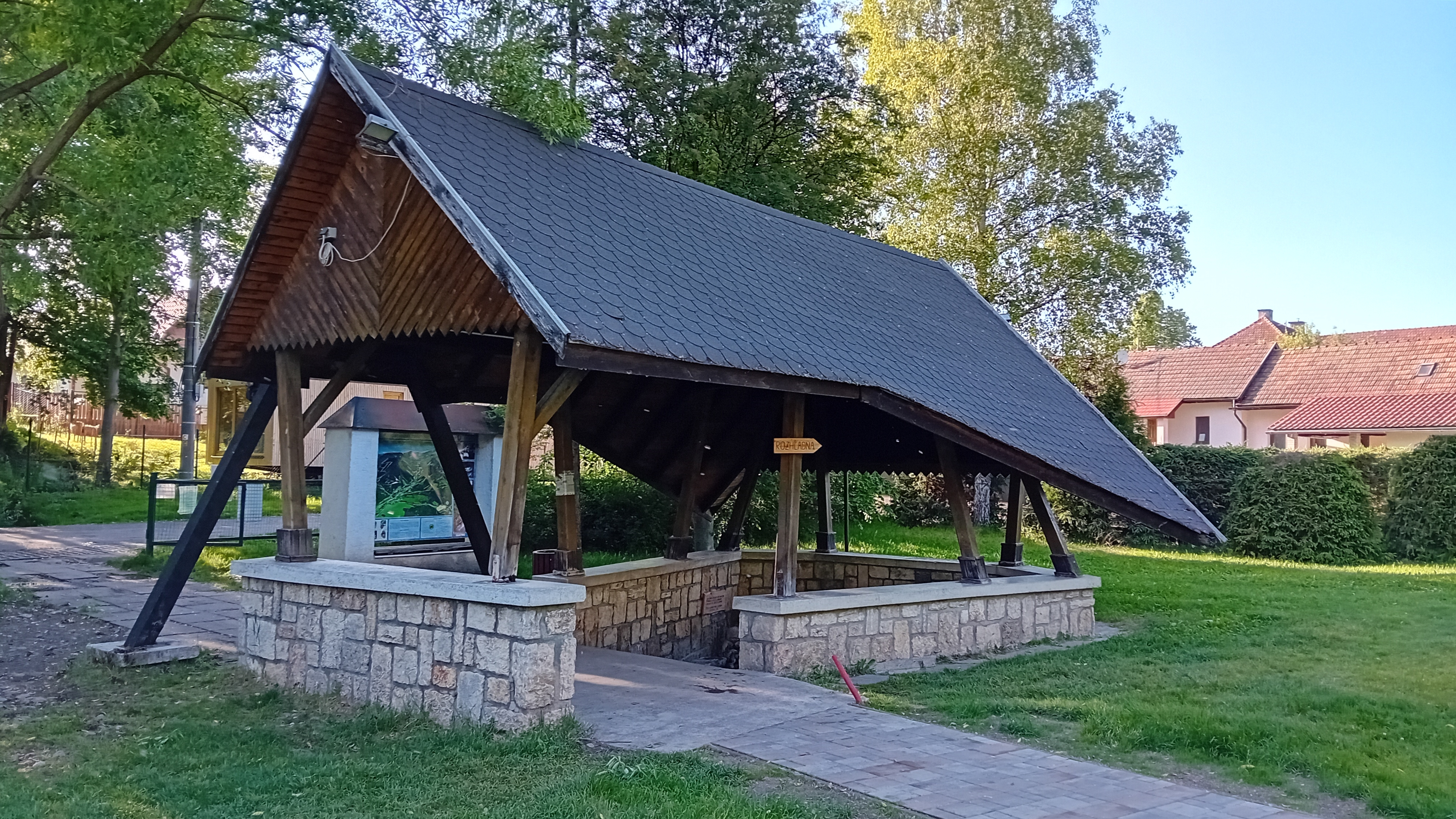
Altánek pramene
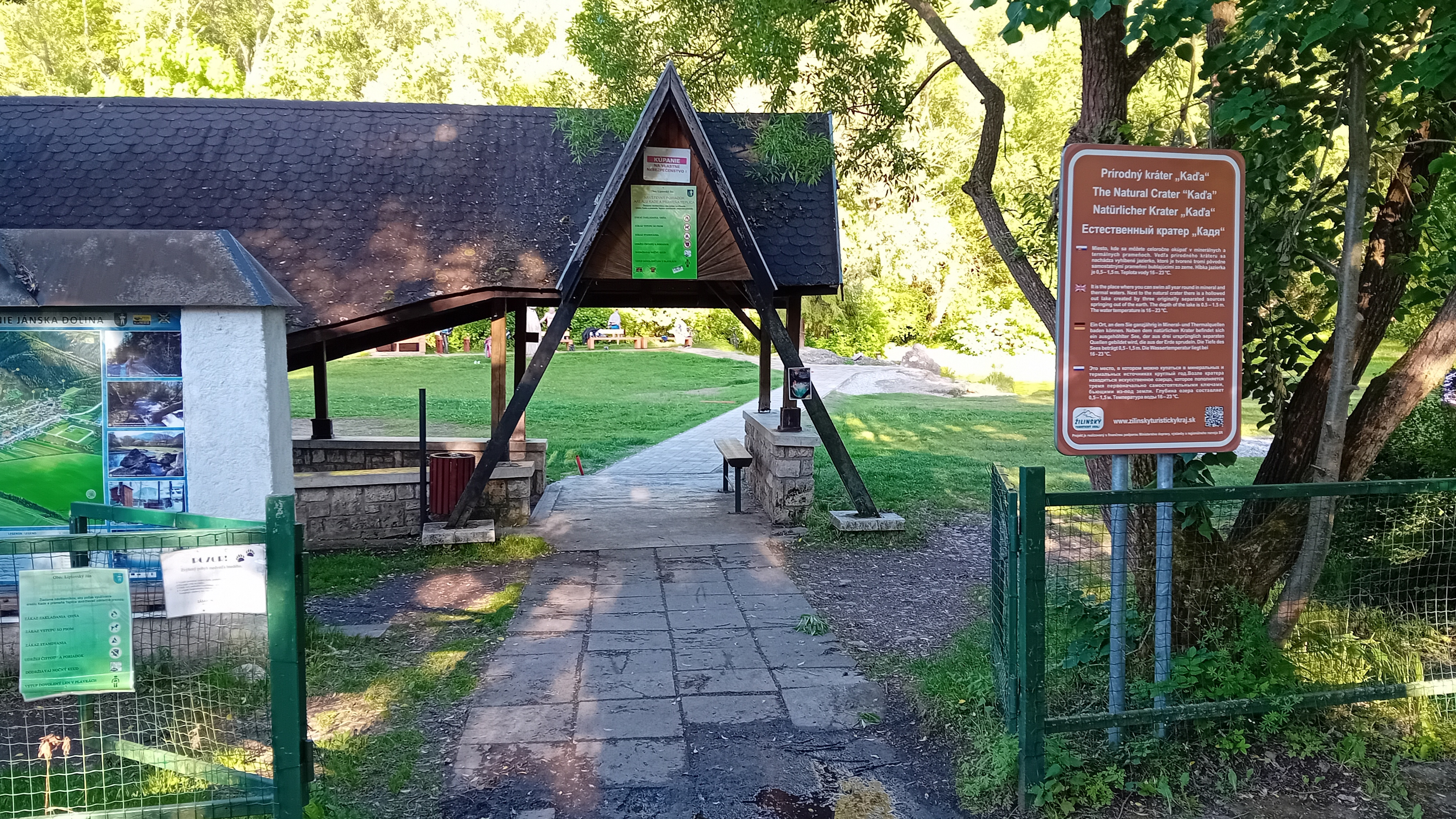
Vstup k prameni
- videozáznam pramene